# Lena Ashwell
Lena Ashwell, född 28 september 1872 och död 13 mars 1957, var en engelsk skådespelerska och teateraktris.
Ashwell var 1891–1906 anställd vid olika teatrar i London. 1906-07 spelade hon i Amerika, och ledde 1907–1916 Kingsway theatre i London, och arbetade efter första världskriget med teaterns popularisering. Ashwell var en betydande skådespelerska, utgången ur Ellen Terrys skola. Bland hennes roller märks Rosalinda i Som ni behagar, Katinka i Uppståndelse och Madame X.